# Macromitrium longipilum
Macromitrium longipilum är en bladmossart som beskrevs av Alexander Karl Heinrich Braun och C. Müller 1851. Macromitrium longipilum ingår i släktet Macromitrium och familjen Orthotrichaceae. Inga underarter finns listade i Catalogue of Life.